# Lanzhou Zhongchuan International Airport

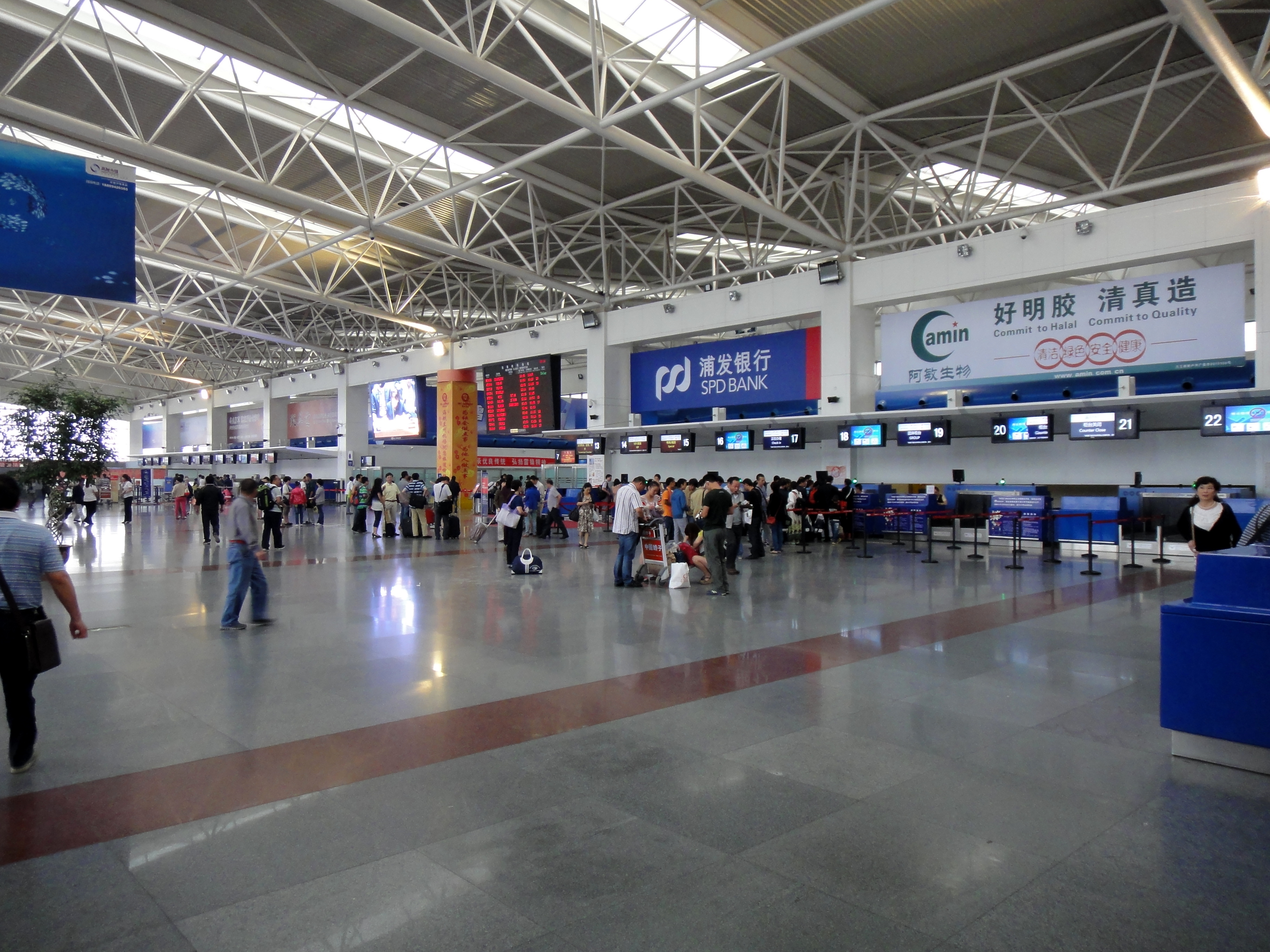

De Lanzhou Zhongchuan International Airport (Chinees: 兰州中川国际机场, Hanyu pinyin: Lánzhōu Zhōngchuān Guójì Jīchǎng) (IATA-code: LHW, ICAO-code: ZLLL) is een vliegveld 71 km ten noordwesten van het centrum van Lanzhou, provinciehoofdstad van de provincie Gansu in China. De luchthaven is een focus city voor China Eastern Airlines, Spring Airlines en Hainan Airlines. In 2023 had Lanzhou Zhongchuan Airport met 120.711 vliegbewegingen 15.637.379 passagiers en 75.240 ton cargo.
De luchthaven werd geopend in 1970 en dient als een belangrijk luchtvaartknooppunt voor de provincie Gansu en West-China. De nieuwste hoofdterminal, geopend in 2025, is voorzien van 87 gates, verdeeld over 4 pieren.